# 2. Klasse A 1918-1919
La 2. Klasse A 1918-1919 è stata la quarta edizione del campionato austriaco di calcio di seconda categoria. Organizzata dalla Niederösterreichischer Fussballverband, vide competere 9 squadre. che erano tutte di Vienna e dintorni.
Il campionato iniziò l'8 settembre 1918 e si concluse il 22 giugno 1919 con la vittoria finale del First Vienna.

## Stagione

### Novità
Nel luglio 1918 furono selezionati per la 2. Klasse A le seguenti squadre partecipanti:
Squadre della 2. Klasse A dell'ultimo campionato prebellico 1913-1914: Admira Vienna, Wr. Bewegungsspieler (ritirato dopo la prima giornata), SC Donaustadt, Hakoah Vienna, Rot Stern (Red Star) e Sturm 07.
La squadra vincente la 2. Klasse B 1913-1914: SC Ostmark (sostituita dal SC Ober St. Veit).
Qualifica per decisione dell'associazione: Slovan, Nussdorfer AC e First Vienna.

### Formula
Girone all' Italiana composto da 9 squadre. Due punti per la vittoria, un punto per il pareggio, zero punti per la sconfitta. Le squadre prima e seconda classificate vengono promesse in 1. Klasse. Nessuna retrocessione.

## Squadre partecipanti
| Club            | Stagione | Città  | Stadio | Stagione precedente 1913-1914 |
| --------------- | -------- | ------ | ------ | ----------------------------- |
| Admira Vienna   | dettagli | Vienna | ...    | 2º posto                      |
| Donaustadt      | dettagli | Vienna | ...    | 4º posto                      |
| First Vienna    | dettagli | Vienna | ...    | 10º posto (retrocesso)        |
| Hakoah Vienna   | dettagli | Vienna | ...    | 3º posto                      |
| Ober St. Veit   | dettagli | Vienna | ...    | 6º posto                      |
| Nussdorfer      | dettagli | Vienna | ...    | Ammesso dalla federazione     |
| Red Star Vienna | dettagli | Vienna | ...    | 5º posto                      |
| Slovan Vienna   | dettagli | Vienna | ...    | Ammesso dalla federazione     |
| Sturm 1907 Wien | dettagli | Vienna | ...    | 11º posto                     |

## Classifica finale
|  | Pos. | Squadra          | Pt | G  | V  | N | P  | GF | GS | DR  |
|  | ---- | ---------------- | -- | -- | -- | - | -- | -- | -- | --- |
|  | 1.   | First Vienna     | 28 | 16 | 14 | 0 | 2  | 74 | 16 | +62 |
|  | 2.   | Admira Vienna    | 25 | 16 | 12 | 1 | 3  | 49 | 27 | +22 |
|  | 3.   | SC Donaustadt    | 21 | 16 | 10 | 1 | 5  | 43 | 23 | +20 |
|  | 4.   | Hakoah Vienna    | 21 | 16 | 9  | 3 | 4  | 32 | 24 | +8  |
|  | 5.   | Nussdorfer AC    | 14 | 16 | 6  | 2 | 8  | 30 | 41 | -11 |
|  | 6.   | Slovan Vienna    | 12 | 16 | 5  | 2 | 9  | 43 | 42 | +1  |
|  | 7.   | Rot Stern Vienna | 7  | 16 | 3  | 1 | 12 | 22 | 35 | -23 |
|  | 8.   | SC Ober St. Veit | 7  | 16 | 3  | 1 | 12 | 22 | 63 | -41 |
|  | 9.   | Sturm 1907 Wien  | 7  | 16 | 3  | 1 | 12 | 12 | 56 | -44 |

Legenda:
      Promossa in 1. Klasse.
      Retrocessione
Regolamento:
Due punti a vittoria, uno a pareggio, zero a sconfitta.
In caso di arrivo di due o più squadre a pari punti in testa o in coda della classifica, si gioca una o più partite di spareggio.